# 头部束缚
头部束缚，在BDSM游戏，将对象的头部进行束缚的技术。头部束缚可以指：

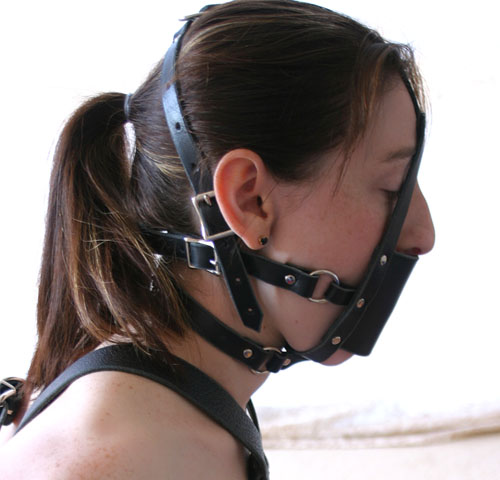
模特在使用头具

将头部使用束缚罩，头具或是盒子，或使用名为Scold's bridle（也称为布兰克斯）的装置。一个头带可以包括眼罩和口塞。该套装扩充到脖子，以限制头部运动。
使用头发或头带的后部或顶部的绳子将对象的头部向后仰。另外，也可以使用眼罩或口塞的绳子，但通常这种做法不太安全，可能导致在一小部分面部的的压力过大，特别是使用口塞的绳子会导致对象的嘴角受伤。

## 头具

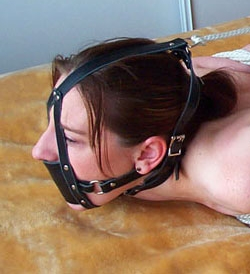
模特在使用头具，头部被条带向后拉

头具是使用相连条带将人类头部进行束缚的装置，用于BDSM的活动。条带的带扣于固定在头部的后面。头具通常会带口塞以限制目标的口部。

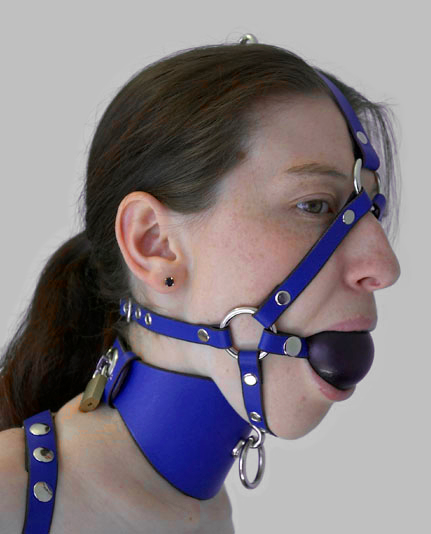
模特在使用带有口球的头具